# Periplous
El periplous (griego antiguo περίπλους) era una táctica naval de los buques de guerra, que consistía en navegar alrededor del barco enemigo para atacarlo por la popa. Era más simplista que el diekplous y podía eludirse si un capitán extendía la línea de sus naves o mantenía su flanco cerca de la costa. Como el diekplous, el periplous estaba destinado a tomar los flancos o las popas, las partes más vulnerables de los buques. El más veloz de la flota normalmente lograba ejecutar la maniobra, pero a menudo era difícil conseguir rodear las alas de la flota enemiga y llegar a las popas de los barcos para embestirlas.